# 埃龙谢勒
埃龙谢勒（法語：Héronchelles，法語發音：[eʁɔ̃ʃɛl]）是法国滨海塞纳省的一个市镇，属于鲁昂区。

## 地理
埃龙谢勒（49°31'47"N, 1°22'59"E）面积6.71 平方千米，位于法国诺曼底大区滨海塞纳省，该省份为法国北部沿海省份，其西部及北部濒大西洋英吉利海峡，东起顺时针与索姆省、瓦兹省、厄尔省和卡爾瓦多斯省接壤。
与埃龙谢勒接壤的市镇（或旧市镇、城区）包括：布瓦吉尔贝、布瓦赛、圣克鲁瓦叙比希、比希。

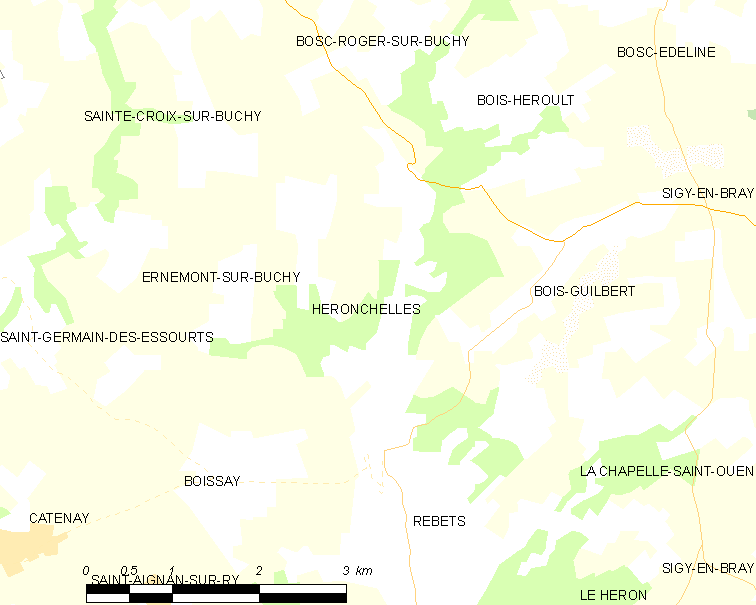
埃龙谢勒的OSM定位图

埃龙谢勒的时区为UTC+01:00、UTC+02:00（夏令时）。

## 行政
埃龙谢勒的邮政编码为76750，INSEE市镇编码为76359。

## 政治
埃龙谢勒所属的省级选区为勒梅尼勒埃纳尔县。

## 人口

1962-2008年间埃龙谢勒人口变化图示

埃龙谢勒于2022年1月1日时的人口数量为145人。